# Bachir Sid Azara
Bachir Sid Azara (in arabo بشير سيد عزارة‎?; 3 marzo 1996) è un lottatore algerino, specializzato nella lotta greco-romana e libera.

## Biografia
Ha vinto la medaglia d'oro ai Giochi panafricani di Rabat 2019 e quella d'argento nell'edizione di Brazzaville 2015. È stato per cinque volte campione africano e per tre volte vicempione. 
Ai XVIII Giochi del Mediterraneo di Tarragona 2018 ha ottentuo il bronzo negli 87 kg, perdendo la finale contro il turco Metehan Başar.
Ha rappresentato l'Algeria ai Giochi olimpici estivi di Tokyo 2020, piazzandosi settimo nel torneo degli 87 kg. Alla Coppa del mondo individuale di Belgrado 2020, evento che ha sostituito i campionati mondiali, cancellati a causa dell'emergenza sanitaria causata dalla Pandemia di COVID-19, si è classificato ottavo.
Ai XIX Giochi del Mediterraneo di Orano 2022 ha conquistato il l'oro negli 87 kg, superando l'italiano Mirco Minguzzi nell'incontro decisivo per il titolo.
Ha fatto la sua seconda apparizione olimpica a Parigi 2024, dove è stato eliminato agli ottavi del torneo degli 87 kg dal georgiano Lasha Gobadze.

## Palmarès
| Anno | Manifestazione                     | Sede                 | Evento   | Risultato | Note |
| ---- | ---------------------------------- | -------------------- | -------- | --------- | ---- |
| 2011 | Campionati africani cadetti        | Staouali             | GR 69 kg | Oro       |      |
| 2011 | Mondiali cadetti                   | Szombathely          | GR 69 kg | 24º       |      |
| 2013 | Mondiali cadetti                   | Zrenjanin            | GR 76 kg | 24º       |      |
| 2014 | Campionati africani junior         | Alessandria d'Egitto | GR 84 kg | Argento   |      |
| 2014 | Campionati del Mediterraneo junior | Kanjiža              | GR 84 kg | 5º        |      |
| 2015 | Campionati africani junior         | Algeri               | GR 84 kg | Oro       |      |
| 2015 | Campionati africani                | Alessandria d'Egitto | GR 85 kg | Argento   |      |
| 2015 | Giochi panafricani                 | Brazzaville          | LL 86 kg | 8º        |      |
| 2015 | Giochi panafricani                 | Brazzaville          | GR 80 kg | Argento   |      |
| 2016 | Campionati africani                | Alessandria d'Egitto | GR 80 kg | Oro       |      |
| 2016 | Campionati africani junior         | Algeri               | GR 84 kg | Oro       |      |
| 2017 | Campionati africani                | Marrakech            | GR 80 kg | Oro       |      |
| 2017 | Giochi della solidarietà islamica  | Baku                 | GR 80 kg | Bronzo    |      |
| 2017 | Mondiali                           | Parigi               | GR 80 kg | 20º       |      |
| 2017 | Mondiali U23                       | Bydgoszcz            | GR 80 kg | 7º        |      |
| 2018 | Campionati africani                | Port Harcourt        | GR 82 kg | Argento   |      |
| 2018 | Campionati del Mediterraneo        | Algeri               | GR 87 kg | Oro       |      |
| 2018 | Giochi del Mediterraneo            | Tarragona            | GR 87 kg | Argento   |      |
| 2018 | Mondiali U23                       | Bucarest             | GR 87 kg | 23º       |      |
| 2019 | Campionati africani                | Hammamet             | GR 87 kg | Argento   |      |
| 2019 | Giochi panafricani                 | El Jadida            | GR 87 kg | Oro       |      |
| 2019 | Mondiali                           | Nur-Sultan           | GR 87 kg | 31º       |      |
| 2019 | Mondiali U23                       | Budapest             | GR 87 kg | 20º       |      |
| 2020 | Campionati africani                | Algeri               | GR 87 kg | Oro       |      |
| 2021 | Giochi olimpici                    | Tokyo                | GR 87 kg | 7º        |      |
| 2022 | Campionati africani                | El Jadida            | GR 87 kg | Oro       |      |
| 2022 | Giochi del Mediterraneo            | Orano                | GR 87 kg | Oro       |      |
| 2022 | Mondiali                           | Belgrado             | GR 87 kg | 26º       |      |
| 2023 | Campionati africani                | Hammamet             | GR 87 kg | Oro       |      |
| 2024 | Giochi olimpici                    | Parigi               | GR 87 kg | 12º       |      |

## Altre competizioni internazionali
2020
- 8º nella lotta greco-romana 87 kg nella Coppa del mondo individuale ( Belgrado)

2021
- Argento nella lotta greco-romana 87 kg nel Torneo afro-oceanico di qualificazione olimpica ( Hammamet)